# Guzmania breviscapa
Guzmania breviscapa är en gräsväxtart som beskrevs av Hans Edmund Luther. Guzmania breviscapa ingår i släktet Guzmania och familjen Bromeliaceae. Inga underarter finns listade i Catalogue of Life.